# Chorebus caesariatus
Chorebus caesariatus är en stekelart som beskrevs av Griffiths 1967. Chorebus caesariatus ingår i släktet Chorebus och familjen bracksteklar. Inga underarter finns listade i Catalogue of Life.